# Noordelijke randweg van Sofia
De Noordelijke randweg van Sofia (Bulgaars: Северна скоростна тангента, Severna Skorostna Tangenta) is een autosnelweg in Bulgarije. De weg voert langs de noordkant van Sofia en verbindt doorgaande wegen aan de oost- en westkant van de stad met elkaar. Tot de opening verliep het (internationale) doorgaande verkeer via de ring van Sofia II-18 of via het centrum van de stad. De randweg vervangt de oudere ringweg niet, maar volgt een nieuw en korter traject.
De geplande oplevering was eind 2015, de waarde van het contract voor de aanleg is ongeveer 76,7 miljoen euro.
De randweg verbindt vier autosnelwegen met elkaar. De A1 Trakija, A2 Hemoes, de A3 Stroema en A6 Europa.

## Internationale routes
De autosnelwegen rondom Sofia worden voor een groot deel belast met internationaal en transitverkeer. Een aantal routes van de Pan-Europese corridors loopt via de stad, de routes IV, VIII en X.
Voorname routes van en naar de landen in het onderstaande alfabetische overzicht lopen via de stad:
- Griekenland via de A3 Stroema
- Noord-Macedonië via de A3 Stroema
- Roemenië via de A2 Hemoes
- Servië via de A6 Europa
- Turkije via de A1 Trakija

A1 - Trakija · 
A2 - Hemoes · 
A3 - Stroema · 
A4 - Maritsa · 
A5 - Tsjerno More · 
A6 - Europa · 
A7 - Veliko Tarnovo-Ruse · 
Noordelijke randweg van Sofia · 
Botevgrad-Vidin expresweg